# Jesu ord på korset

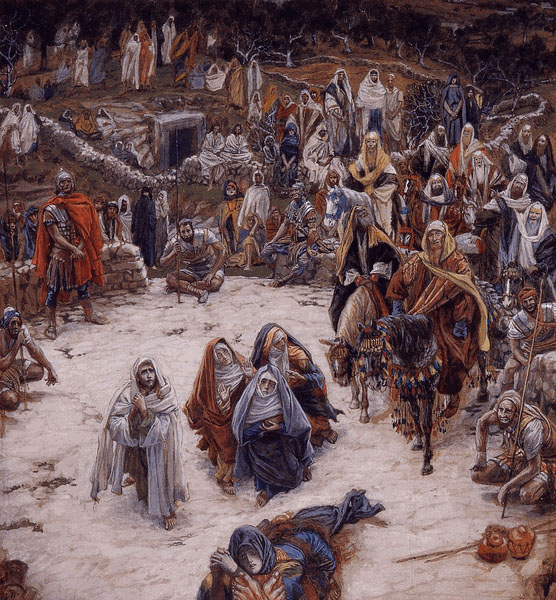
What Our Saviour Saw from the Cross, målning av James Tissot.

Jesu ord på korset är en samling av sju fraser som Jesus enligt de fyra evangelierna yttrade när han hängde på korset på Golgata.
Av tradition samlas de enligt denna ordning:
1. ”Fader, förlåt dem, de vet inte vad de gör.” (Lukasevangeliet 23:34)
2. ”Sannerligen, redan i dag skall du vara med mig i paradiset.” (Lukasevangeliet 23:43)
3. När Jesus såg sin mor och bredvid henne den lärjunge som han älskade sade han till sin mor: ”Kvinna, där är din son.” Sedan sade han till lärjungen: ”Där är din mor.” (Johannesevangeliet 19:26-27)
4. ”Eloi, Eloi, lema sabachtani?” (det betyder: Min Gud, min Gud, varför har du övergivit mig?). (Markusevangeliet 15:34)
”Eli, Eli, lema sabachtani?” (vilket betyder: Min Gud, min Gud, varför har du övergivit mig?). (Matteusevangeliet 27:46) 
5. ”Jag är törstig.” (Johannesevangeliet 19:28, grekiska grundtexten: Διψώ)
6. "Det är fullbordat." (Johannesevangeliet 19:30)
7. ”Fader, i dina händer lämnar jag min ande.” (Lukasevangeliet 23:46)
Textcitaten är från NT 81 Svenska bibelkommissionens översättning. 

I äldre svensk översättning har Jesusorden följande lydelse:
1. "Fader, förlåt dem; ty de veta icke vad de göra." (Lukasevangeliet 23:34)
2. "Sannerligen, säger jag dig: [redan] idag skall du vara med mig i paradiset." (Lukasevangeliet 23:43)
3. "Kvinna, se (till sin moder) [där är] din son." "Se (till den lärjunge som han älskade) [där är] din mor." (Johannesevangeliet 19:26–27)
4. "Min Gud, min Gud, varför har du övergivit mig?", på arameiska "Eloi, Eloi, lema sabachthani?". (Markusevangeliet 15:34). "Eli, Eli, lama sabachtani?", på hebreiska  (Matteusevangeliet 27:46). Detta ordspråk är ett citat från Kung David (Psaltaren 22).
5. "Jag törstar." (Johannesevangeliet 19:28)
6. "Det är fullbordat." (Johannesevangeliet  19:30)
7. "Fader, i dina händer befaller jag min ande." (Lukasevangeliet 23:46)

## Tonsättningar
Dess sju meningar har tonsatts många gånger under historien, bland annat av Heinrich Schütz, Joseph Haydn, Charles Gounod och César Franck.
År 1993 framfördes för första gången den skotske kompositören James MacMillans kantat över Jesu ord på korset The Seven Last Words of Christ.
Jesu ord på korset av tonsättaren Johan Magnus Sjöberg för baryton, kör, violin, viola, cello och orgel.

### Jesus Christ Superstar
I rockoperan "Jesus Christ Superstar" använder Andrew Lloyd Webber och Tim Rice sig av fem av de sju meningarna.
"Fader, förlåt dom...
för dom förstår inte vad dom gör Min Gud! Min Gud!
varför har du övergivit mig?
Jag är törstig...
Jag är törstig...
Min Gud, jag är törstig!
Det är fullbordat Fader, i dina händer överlämnar jag min själ"
(översättning av Ola Salo)